# Merci, Chérie
Merci Cherie (Hvala ti, draga) je pjesma koju je austrijski pjevač Udo Jürgens pjevao na Euroviziji 1966. i pobijedio. Makar je naslov na francuskom, pjesma je otpjevana na njemačkom jeziku. Udi Jürgensu je ovo bio treći uzastotopni nastup na Pjesmi Eurovizije.
U pjesmi, pjevač zahvaljuje svojoj ljubavi na satima koje su proveli zajedno te kako je između njih bila prekrasna ljubav. Ne želi da bude tužna jer ju mora ostaviti. Makar su njezine suze na rastanku za njega bolne, poručuje joj da se ne osvrće natrag na prošlost nego da razmišlja o budućnosti. Usprkos svemu, ne može siliti ljubav ako nisu im je ponestalo sreće. 
Pjesma je bila izvedena 9. po redu u večeri natjecanja, nakon Ele E Ela  od Madalene Iglesias i prije Nygammal vals od Lill Lindfors i Svantea Thuressona. Osvojila je ukupno 31 bod.